# Michal Lefčík
Michal Lefčík (11. května 1950, Sečovská Polianka – 11. dubna 1969, Košice; v matrice jako Lewczik, v rodině Levčík) byl slovenský voják ČSLA, který se upálil u pomníku neznámého vojína na náměstí Osvoboditelů v Košicích pravděpodobně na protest proti okupaci Československa vojsky států Varšavské smlouvy.

## Život
Pocházel z chudé dělnické rodiny. Po základní škole nastoupil na střední odborné učiliště v Košicích, kde byl hodnocen jako vzorný učeň, ve třetím ročníku byl však vyloučen z důvodu opakovaných absencí. Pracoval v Praze, kde se stýkal s lidmi uvažujícími o emigraci. Tam také dostal povolávací rozkaz k nástupu základní vojenské služby na východní Slovensko. Nastoupil 1. 4. 1969 k vojenskému útvaru ve Strážném, již po třech dnech byl ale převezen do nemocnice, kde byl až do dne své smrti 11.4. 1969.

## Upálení
Z nejasných důvodů se po propuštění z nemocnice nevrátil ke svému útvaru, ačkoliv byl z nemocnice převzat des. Dušanem Kozákem, ale po Košicích se pohyboval sám. Podle vyšetřovatelů případu si odpoledne koupil dvě lahve vodky. Při návratu se okolo 17.30 hod. polil benzínem a u pomníku neznámého vojína, kde v roce 1968 došlo k nejprudším bojům mezi košickou mládeží a sovětskými vojáky, se zapálil. Již zapálený se rozběhl k domům na kraji náměstí. Okolojdoucí se snažili jeho tělo bezvýsledně uhasit. Zemřel rychle, ještě před příjezdem do nemocnice, kam bylo jeho tělo spálené na uhel odvezeno v celtě. Popáleniny měl na 95% těla. Pohřeb se konal v jeho rodné obci pod dohledem StB.
V dobovém vyšetřovacím spise se dochovaly dva téměř totožné opisy jeho dopisu na rozloučenou, z něhož vyplývá, že se zapálil na protest proti nejasně popsaným válečným konfliktům ve světě. Dopis působí dojmem pisatele, který užil psychotropní látky, vzhledem k tomu, že se však originál nedochoval, jednat se může i o záměrné zkreslení obsahu vyšetřovatelem. Košický výtvarník Peter Kalmus, který na místo Lefčíkova upálení došel jen několik minut poté, co zuhelnatělé Lefčíkovo tělo odvezli, od očitých svědků slyšel, že na pomníku ležel papírek se slovy "Jsem košický Palach". Sám však tento lístek neviděl.

### Zprávy v tisku
O Lefčíkově činu nebyla veřejnost takřka informována, krátká zpráva o něm se objevila 14. dubna 1969 v deníku Večer, kde byly v článku s názvem "Módna smrť" záměrně uvedeny chybné iniciály zemřelého.
Po příčinách Lefčíkovy smrti začal Peter Kalamus pátrat teprve po roce 1989.